# Djura (cantante)
Djura, pseudonimo di Djouhra Abouda Lacroix (Ifigha, 3 aprile 1949), è una cantante e regista berbera con cittadinanza algerina naturalizzata francese.

## Biografia
Nacque in Cabilia nel 1949, per poi emigrare insieme alla famiglia a Parigi nel 1954, precisamente a Belleville e poi a La Courneuve.
Diresse due cortometraggi: Algérie couleurs e Ciné cité. Il suo lungometraggio Ali au pays des merveilles tratta delle difficoltà vissute dagli immigrati maghrebini in Francia.
Fondò nel 1979 il gruppo musicale DjurDjura insieme alle sorelle Malha e Fatima. In seguito allo scioglimento del gruppo, Djura sperimentò una carriera da solista, pubblicando Le Défi nel 1986, A Yemma nel 1990 e Uni-vers-elles nel 2002. Djura pubblicò nel 1987 il suo romanzo autobiografico, Le voile du Silence.